# Антон Балтаков
Антон Цеков Балтаков е български офицер, генерал-майор.

## Биография
Антон Балтаков е роден на 16 януари 1896 г. в с. Тръстеник. Участва в Първата световна война (1915 – 1918), като на 5 октомври 1916 г. е произведен в чин подпоручик. Служи в 1-ви артилерийски по. На 30 май 1918 г. е произведен в чин поручик, от 30 януари 1923 г. е ротмистър. Служи в 8-а жандармерийска конна група. Бил е военен аташе в Гърция. През 1928 г. като ротмистър за кратко е начело на разузнаването. От 1930 г. служи във Военното училище, след което от 1932 г. е началник на секция в Щаба на армията. От 1933 г. е в щаба на 3-та пехотна балканска дивизия, като същата година е произведен в чин майор. През 1934 г. е назначен за началник-щаб на 3-та пехотна балканска дивизия, а от 1935 г. е на служба в 4-ти армейски артилерийски полк, като по-късно същата година е назначен за помощник-командир на 3-ти армейски артилерийски полк. На 6 май 1936 г. е произведен в чин подполковник и същата година е назначен за военен аташе в Атина. През 1938 г. е назначен за началник-щаб на 2-ра армейска област, на 6 май 1940 г. е произведен в чин полковник и същата година е назначен за началник на отделение в Щаба на войската.
През 1941 г. полковник Балтаков е назначен за началник-щаб на 1-ва армия, след което от 1942 г. е назначен за командир на 21-ва пехотна дивизия. В периода 30 март 1943 – 13 септември 1944 г. е командир на 22-ра пехотна дивизия, като на 6 май 1944 г. е произведен в чин генерал-майор. Пленен е от германците на 4 септември 1944 година в Ниш и изпратен във военнопленнически лагер Офлаг-8 след като България преминава на страната на Съюзниците. Уволнен е от служба през 1944 г. Осъден е на смърт от четвърти върховен състав на Народния съд. Според Поля Мешкова и Диню Шарланов смъртната му присъда не е изпълнена. През 2012 г. е издадена книга за него, озаглавена „Генерал в изгнание“. Генерал Балтаков умира на 8 април 1984 г. на 88-годишна възраст в Орегон, САЩ. Погребан е в гробището Willow Cemetery в Lucas County.

## Семейство
Генерал Антон Балтаков е женен и има 2 деца.

## Военни звания
- Подпоручик (5 октомври 1916)
- Поручик (30 май 1918)
- Ротмистър (30 януари 1923)
- Майор (1933)
- Подполковник (6 май 1936)
- Полковник (6 май 1940)
- Генерал-майор (6 май 1944)